# Comté de Morgan (Tennessee)
Pour les articles homonymes, voir Morgan et Comté de Morgan.
Le comté de Morgan est un comté de l'État du Tennessee, aux États-Unis.